# Beriah (Vorname)
Beriah, im Deutschen Beria ist ein männlicher Vorname mit hebräischer Wurzel und ist der Name von vier biblischen Personen. 
Der Name leitet sich vermutlich von der arabischen Wurzel barā῾a ab und bedeutet „Tüchtigkeit“, „Vorzüglichkeit“.
Gelegentlich wird der Name auch als Zusammensetzung von בְּ־ „in, an, bei, mit, von“ und entweder רָעָה „Böses, Unheil, Verderben“ oder dem Verb רוע „lärmen, Lärmtrompete blasen“ gedeutet, letzteres ergibt allerdings in einer Zusammensetzung mit der Präposition wenig Sinn.
Bekannte Namensträger sind:
- James Beriah Frazier (1856–1937), Gouverneur von Tennessee
- Beriah Green (1795–1874), amerikanischer Politiker und Kämpfer für die Sklavenbefreiung
- Beriah Magoffin (1815–1885), Gouverneur von Kentucky